# 明田功
明田 功（あけた いさお、1943年〈昭和18年〉12月29日 - 2015年〈平成27年〉7月28日）は、日本の政治家、京都府八幡市長（1期）。京都府議会議員（5期）。位階は従五位。旭日小綬章受章。

## 来歴
京都市出身。京都大学農学部を経て、京都大学大学院農学研究科博士課程単位取得。1971年京都大学より農学博士を取得。高等学校教諭やPTA会長などを務め、1994年京都府議会議員補欠選挙に当選。5期務める（会派は自由民主党）。2008年八幡市長選挙に立候補し当選する。八幡市長を1期務め、2012年に退任した。2015年死去。死没日付をもって叙従五位、旭日小綬章を受章。